# Wassyl Anissimow
Wassyl Iwanowytsch Anissimow (ukrainisch Василь Іванович Анісімов, engl. Transkription Vasyl Anisimov; * 23. Januar 1938 in Charkiw) ist ein ehemaliger ukrainischer Hürdenläufer und Sprinter, der für die Sowjetunion startete.
1962 wurde er bei den Europameisterschaften in Belgrad Sechster über 400 Meter Hürden und schied in der 4-mal-400-Meter-Staffel im Vorlauf aus.
Bei den Olympischen Spielen 1964 in Tokio wurde er jeweils Siebter über 400 Meter Hürden und in der 4-mal-400-Meter-Staffel.
1966 gewann er bei den Europäischen Hallenspielen in Dortmund Bronze über 400 Meter. Bei den Europameisterschaften in Budapest wurde er Vierter über 400 Meter Hürden und scheiterte im Vorlauf der 4-mal-400-Meter-Staffel.
Bei den Europäischen Hallenspielen siegte er 1967 in Prag in der 4-mal-300-Meter-Staffel und gewann Silber in der 1500-Meter-Staffel. 1968 in Madrid holte er Bronze in der 4-mal-364-Meter-Staffel.
Fünfmal wurde er Sowjetischer Meister über 400 Meter Hürden (1961–1965) und zweimal über 200 Meter Hürden (1964, 1966).

## Persönliche Bestzeiten
- 400 m: 47,3 s, 1963
- 400 m Hürden: 49,5 s, 16. Oktober 1965, Alma-Ata